# Gran Premio di Gran Bretagna 1968
Il Gran Premio di Gran Bretagna 1968 fu una gara di Formula 1, disputatasi il 21 luglio 1968 sul Circuito di Brands Hatch. Fu la settima prova del mondiale 1968 e vide la vittoria di Jo Siffert su Lotus-Ford, seguito da Chris Amon e da Jacky Ickx

## Qualifiche
| Pos | N. | Pilota               | Costruttore   | Scuderia                              | Tempo  | Distacco |
| --- | -- | -------------------- | ------------- | ------------------------------------- | ------ | -------- |
| 1   | 8  | Graham Hill          | Lotus-Ford    | Gold Leaf Team Lotus                  | 1:28.9 | -        |
| 2   | 9  | Jackie Oliver        | Lotus-Ford    | Gold Leaf Team Lotus                  | 1:29.4 | +0.5     |
| 3   | 5  | Chris Amon           | Ferrari       | Scuderia Ferrari SpA SEFAC            | 1:29.5 | +0.6     |
| 4   | 22 | Jo Siffert           | Lotus-Ford    | Rob Walker/Jack Durlacher Racing Team | 1:29.7 | +0.8     |
| 5   | 4  | Jochen Rindt         | Brabham-Repco | Brabham Racing Organisation           | 1:29.9 | +1.0     |
| 6   | 24 | Dan Gurney           | Eagle-Weslake | Anglo American Racers                 | 1:30.0 | +1.1     |
| 7   | 14 | Jackie Stewart       | Matra-Ford    | Matra International                   | 1:30.0 | +1.1     |
| 8   | 3  | Jack Brabham         | Brabham-Repco | Brabham Racing Organisation           | 1:30.2 | +1.3     |
| 9   | 7  | John Surtees         | Honda         | Honda Racing                          | 1:30.3 | +1.4     |
| 10  | 2  | Bruce McLaren        | McLaren-Ford  | Bruce McLaren Motor Racing            | 1:30.4 | +1.5     |
| 11  | 1  | Denny Hulme          | McLaren-Ford  | Bruce McLaren Motor Racing            | 1:30.4 | +1.5     |
| 12  | 6  | Jacky Ickx           | Ferrari       | Scuderia Ferrari SpA SEFAC            | 1:31.0 | +2.1     |
| 13  | 10 | Pedro Rodríguez      | BRM           | Owen Racing Organisation              | 1:31.6 | +2.7     |
| 14  | 18 | Jean-Pierre Beltoise | Matra         | Matra Sports                          | 1:31.6 | +2.7     |
| 15  | 11 | Richard Attwood      | BRM           | Owen Racing Organisation              | 1:31.7 | +2.8     |
| 16  | 20 | Piers Courage        | BRM           | Reg Parnell Racing                    | 1:32.3 | +3.4     |
| 17  | 15 | Vic Elford           | Cooper-BRM    | Cooper Car Company                    | 1:33.0 | +4.1     |
| 18  | 16 | Robin Widdows        | Cooper-BRM    | Cooper Car Company                    | 1:34.0 | +5.1     |
| 19  | 19 | Silvio Moser         | Brabham-Repco | Charles Vögele Racing                 | 1:35.4 | +6.5     |
| 20  | 23 | Jo Bonnier           | McLaren-BRM   | Joakim Bonnier Racing Team            | 1:36.8 | +7.9     |

## Gara
| Pos | N. | Pilota               | Costruttore/Motore | Giri | Tempo/Ritiro     | Griglia | Punti |
| --- | -- | -------------------- | ------------------ | ---- | ---------------- | ------- | ----- |
| 1   | 22 | Jo Siffert           | Lotus-Ford         | 80   | 2:01:20.3        | 4       | 9     |
| 2   | 5  | Chris Amon           | Ferrari            | 80   | + 4.4            | 3       | 6     |
| 3   | 6  | Jacky Ickx           | Ferrari            | 79   | + 1 Giro         | 12      | 4     |
| 4   | 1  | Denny Hulme          | McLaren-Ford       | 79   | + 1 Giro         | 11      | 3     |
| 5   | 7  | John Surtees         | Honda              | 78   | + 2 Giri         | 9       | 2     |
| 6   | 14 | Jackie Stewart       | Matra-Ford         | 78   | + 2 Giri         | 7       | 1     |
| 7   | 2  | Bruce McLaren        | McLaren-Ford       | 77   | + 3 Giri         | 10      |       |
| 8   | 20 | Piers Courage        | BRM                | 72   | + 8 Giri         | 16      |       |
| Ret | 4  | Jochen Rindt         | Brabham-Repco      | 55   | Perdita benzina  | 5       |       |
| Ret | 10 | Pedro Rodríguez      | BRM                | 52   | Motore           | 13      |       |
| NC  | 19 | Silvio Moser         | Brabham-Repco      | 52   | Non classificato | 19      |       |
| Ret | 9  | Jackie Oliver        | Lotus-Ford         | 43   | Trasmissione     | 2       |       |
| Ret | 16 | Robin Widdows        | Cooper-BRM         | 34   | Iniezione        | 18      |       |
| Ret | 8  | Graham Hill          | Lotus-Ford         | 26   | Semiasse         | 1       |       |
| Ret | 15 | Vic Elford           | Cooper-BRM         | 26   | Motore           | 17      |       |
| Ret | 18 | Jean-Pierre Beltoise | Matra              | 11   | Motore           | 14      |       |
| Ret | 11 | Richard Attwood      | BRM                | 10   | Radiatore        | 15      |       |
| Ret | 24 | Dan Gurney           | Eagle-Weslake      | 8    | Pompa benzina    | 6       |       |
| Ret | 23 | Jo Bonnier           | McLaren-BRM        | 6    | Motore           | 20      |       |
| Ret | 3  | Jack Brabham         | Brabham-Repco      | 0    | Motore           | 8       |       |

## Statistiche

### Piloti
- 1ª vittoria per Jo Siffert
- 13ª e ultima pole position per Graham Hill
- 1º giro più veloce per Jo Siffert
- 1° e unico Gran Premio per Robin Widdows

### Costruttori
- 33° vittoria per la Lotus

### Motori
- 10ª vittoria per il motore Ford Cosworth

### Giri al comando
- Jackie Oliver (1-3, 27-43)
- Graham Hill (4-26)
- Jo Siffert (44-80)

## Classifiche mondiali

### Piloti
| Pos | Pilota               | Punti |
| --- | -------------------- | ----- |
| 1   | Graham Hill          | 24    |
| 2   | Jacky Ickx           | 20    |
| 3   | Jackie Stewart       | 17    |
| 4   | Denny Hulme          | 15    |
| 5   | Pedro Rodríguez      | 10    |
|     | Chris Amon           | 10    |
| 7   | Jim Clark            | 9     |
|     | Bruce McLaren        | 9     |
|     | Jo Siffert           | 9     |
|     | Jean-Pierre Beltoise | 9     |
| 11  | John Surtees         | 8     |
| 12  | Ludovico Scarfiotti  | 6     |
|     | Richard Attwood      | 6     |
| 14  | Lucien Bianchi       | 5     |
| 15  | Jochen Rindt         | 4     |
|     | Brian Redman         | 4     |
| 17  | Vic Elford           | 3     |
| 18  | Silvio Moser         | 2     |
|     | Jackie Oliver        | 2     |
| 20  | Piers Courage        | 1     |

### Costruttori
| Pos | Team          | Punti |
| --- | ------------- | ----- |
| 1   | Lotus-Ford    | 38    |
| 2   | Ferrari       | 25    |
| 3   | McLaren-Ford  | 22    |
| 4   | Matra-Ford    | 20    |
| 5   | BRM           | 17    |
| 6   | Cooper-BRM    | 12    |
| 7   | Honda         | 8     |
| 8   | Brabham-Repco | 6     |
|     | Matra         | 6     |
| 10  | McLaren-BRM   | 2     |